# Солгинський
Солгинський (рос. Солгинский) — селище в Вельському районі Архангельської області Російської Федерації.
Населення становить 1704 особи. Входить до складу муніципального утворення Солгинське муніципальне утворення.

## Історія
Від 1937 року належить до Архангельської області.
Від 2004 року належить до муніципального утворення Солгинське муніципальне утворення.

## Населення
| 1959  | 1970  | 1979  | 1989  | 2002  | 2010  | 2012  |
| ----- | ----- | ----- | ----- | ----- | ----- | ----- |
| 3437  | ↘2786 | ↘2655 | ↘2583 | ↘1873 | ↘1526 | ↗1783 |
| 2014  |       |       |       |       |       |       |
| ↘1704 |       |       |       |       |       |       |